# The Ocean and the Sun
The Ocean and the Sun è il terzo ed ultimo album in studio dei The Sound of Animals Fighting, pubblicato su Epitaph Records nel 2008. Per quest'album la band è ritornata al suo nucleo originario di quattro elementi: the Nightingale, the Walrus, the Lynx, e The Skunk.

## Tracce
1. Intro – 0:32
2. The Ocean and the Sun – 5:39
3. I, the Swan – 4:14
4. Another Leather Lung – 5:14
5. Lude – 2:00
6. Cellophane – 4:58
7. The Heraldic Beak of the Manufacturer's Medallion – 5:40
8. Chinese New Year – 1:06
9. Uzbekistan – 7:28
10. Blessing Be Yours Mr V – 6:38
11. Ahab – 1:01
12. On the Occasion of Wet Snow – 7:18

## Formazione
- Rich Balling - voce
- Matthew Embree - chitarra, basso, voce
- Christopher Tsagakis - batteria
- Anthony Green - voce
- Matthew Kelly - voce in "On the Occasion of Wet Snow"
- Mark Bush - tromba
- Lauren Coleman - voce
- Jessica McWhirter - voce
- Newsha Mohajeri - Farsi
- Charlene Rogers - voce in Ahab
- Edouard Wlodarezyk - voce